# Geometry dash
Geometry Dash er et 2D-platformspil, udgivet 13. august 2013 af RobTop Games (Robert Topola). Robert Topola er en svensk spiludvikler, født den 23. februar 1987. Geometry Dash er et rytme-baseret videospil, der fokuserer på musikken og lyddesign. Spillet indeholder 22 forskellige baner med forskellige sange og visuelle effekter. 

## De 22 baner
1. Stereo Madness (easy)
2. Back on Track (easy)
3. Polargeist (normal)
4. Dry Out (normal)
5. Base After Base (hard)
6. Cant Let Go (hard)
7. Jumper (harder)
8. Time Machine (harder)
9. Cycles (harder)
10. X-Step (insane)
11. Clutterfunk (insane)
12. Theory of Everything (insane)
13. Electorman Adventures (insane)
14. Clubstep (Demon)
15. Electro Dynamix (insane)
16. Hexagon Force (insane)
17. Blast Processing (harder)
18. Theory of Everything II (Demon)
19. Geometrical Dominator (harder)
20. Deadlocked (Demon)
21. Fingerdash (insane)
22. Dash (insane)

### Steam Udgaven af Geometry Dash
Den 22. december 2014 blev Geometry Dash udgivet på Steam. Førhen havde spillet kun været tilgængeligt på telefonen. Efter 2015 tog spillet fart og flere begyndte at spille det. Mange youtubere begyndte også at uploade videoer, da spillet nu kunne spilles på computer.

## Geometry Dash Indholds skabere
Som nævnt tidligere begyndte mange youtubere at spille spillet efter det kom på Steam. Youtubere som Evw og Aeonair var altså nu på fronten når det handlede om Geometry Dash content-creation. Begge skabere laver stadig videoer i dag, og lever begge af det.

## Opdateringer til Geometry Dash
Den 21. december 2016 blev den seneste opdatering udgivet til Geometry Dash, 2.11. Opdateringen endte med at blive den sidste i en lang periode, da Robert Topola ville fokusere på at lave spillets største opdatering; 2.2. Udgaven af spillet er endnu ikke blevet udgivet, men for hver dag der går, kommer vi tættere og tættere på. Robert Topola har selv udgivet flere "Sneak Peeks", hvor han viser hvordan spillet kommer til at se ud. 2.2, er gået hen og blevet lidt af en "joke", da man har ventet så længe på opdateringen skulle komme ud, og mange streamere og indholds skabere laver sjov med det på Twitter.

## De 3 udvidelser

### Subzero
Subzero er en gratis udvidelse til spillet med reklamer. Det kan kun fås på mobile enheder. Subzero har 3 baner Press Start , Nock Em og Power Trip.

### Meltdown
Meltdown Er lige som Subzero gratis og med reklamer og kan kun fås på mobile enheder.  Meltdown Har også 3 baner The Seven Seas , Viking Arena og airborne robots.

### World
World eller geometry dash world skiller sig ud fra alle de andre versioner af geometry dash ved at man skal klare en bane for at kunne spille den næste